# Beumer Group
Beumer Group GmbH & Co. KG er en tysk producent af intralogistikløsninger med hovedkvarter i Beckum, Nordrhein-Westfalen. Produkter inkluderer transportørsystemer, pallestablere, emballageteknologi, sorteringssystemer og distributionssystemer.
Bernhard Beumer etablerede virksomheden i 1935. I dag er der 5.600 ansatte.

## Danmark
I 2009 overtog Beumer danske Crisplant i Aarhus. Siden 2016 har dette datterselskab i Beumer-koncernen haft navnet Beumer Group A/S. De har i dag 888 ansatte (2024).